# إيميت أو. كينغ
إيميت أو. كينغ (بالإنجليزية: Emmett O. King)‏ هو لاعب كرة قدم أمريكية أمريكي، ولد في 8 أكتوبر 1875 في هنتنغتون في الولايات المتحدة، وتوفي في 20 أكتوبر 1934 في غرينكاسل في الولايات المتحدة بسبب نوبة قلبية.